# Jacqueline Bouchard
Jacqueline Bouchard ist eine französische Kostümbildnerin.

## Leben
Jacqueline Bouchard wuchs in Paris auf. Sie studierte Englisch und Kunstgeschichte an der École du Louvre und nahm drei Jahre lang Unterricht im Zeichnen. Über einen Filmemacher knüpfte sie Kontakte zu einer Firma, die Werbeclips produzierte. Als Stylistin kam sie daraufhin unter anderem bei Werbeclips für Kodak und Lee Cooper Jeans zum Einsatz. Ihre Schwester Catherine Bouchard entwarf dabei die Kostüme. Während ihrer zwölf Jahre währenden Tätigkeit als Stylistin trat der Grafikdesigner und Illustrator Jean-Paul Goude als Jacqueline Bouchards Mentor in Erscheinung.
Der französische Filmemacher Claude Miller betraute sie schließlich mit dem Kostümdesign seines Films Das freche Mädchen (1985), wofür Bouchard eine Nominierung für den César in der Kategorie Beste Kostüme erhielt. Miller und Bouchard arbeiteten fortan regelmäßig zusammen, so auch bei dem Filmdrama Die kleine Diebin (1988), in dem Charlotte Gainsbourg wie bereits in Das freche Mädchen die Hauptrolle spielte, sowie bei Ein Geheimnis, einem im Vichy-Frankreich spielenden Filmdrama über eine jüdische Familie mit Patrick Bruel, Cécile de France und Ludivine Sagnier, für das Bouchard ein weiteres Mal für den César nominiert wurde.
Unter der Regie anderer Regisseure kam Bouchard häufig bei Filmkomödien zum Einsatz, so unter anderem bei Dinner für Spinner (1998) und Ein Mann sieht rosa (2001). Bouchards finale Zusammenarbeit mit Miller, der 2012 verstarb, war der während der 1920er Jahre spielende Film Thérèse, der bei den Filmfestspielen von Cannes 2012 uraufgeführt wurde.

## Filmografie (Auswahl)
- 1978: Le beaujolais nouveau est arrivé
- 1985: Das freche Mädchen (L’effrontée)
- 1988: Die kleine Diebin (La petite voleuse)
- 1989: Liebe, Betrug und andere Leidenschaften (Chambre à part)
- 1991: Dem Leben sei Dank (Merci la vie)
- 1993: Eins, zwei, drei, Sonne (Un, deux, trois, soleil)
- 1994: Das Lächeln (Le sourire)
- 1995: Les milles – Gefangen im Lager (Les milles)
- 1996: Jaguar (Le jaguar)
- 1998: Michael Kael – Live aus Katango (Michael Kael contre la World News Company)
- 1998: Dinner für Spinner (Le dîner de cons)
- 1998: Die Klassenfahrt (La classe de neige)
- 2000: Das Zimmer der Zauberinnen (La chambre des magiciennes) (TV-Film)
- 2000: Les acteurs
- 2001: Ein Mann sieht rosa (Le placard)
- 2001: Mein Vater (Mon père, il m’a sauvé la vie)
- 2001: Betty Fisher et autres histoires
- 2001: Meine Frau, die Schauspielerin (Ma femme est une actrice)
- 2002: Wahnsinnig verliebt (À la folie … pas du tout)
- 2003: Die kleine Lili (La petite Lili)
- 2003: Ruby & Quentin – Der Killer und die Klette (Tais-toi!)
- 2004: Happy End mit Hindernissen (Ils se marièrent et eurent beaucoup d’enfants)
- 2005: Zwei ungleiche Freunde (Je préfère qu’on reste amis)
- 2006: In flagranti – Wohin mit der Geliebten? (La doublure)
- 2007: Ein Geheimnis (Un secret)
- 2008: So viele Jahre liebe ich dich (Il y a longtemps que je t’aime)
- 2008: Wenn wir zusammen sind (Mes amis, mes amours)
- 2008: Der Killer und die Nervensäge (L’emmerdeur)
- 2009: Der kleine Haustyrann (Trésor)
- 2010: Du hast das Leben noch vor dir (La vie devant soi) (TV-Film)
- 2010: Der Klang von Eiswürfeln (Le bruit des glaçons)
- 2012: Maman
- 2012: Thérèse (Thérèse Desqueyroux)
- 2014: My Old Lady
- 2015: Une mère
- 2015: House of Time
- 2019: Ni une ni deux

## Auszeichnungen
- 1986: Nominierung für den César in der Kategorie Beste Kostüme für Das freche Mädchen
- 2008: Nominierung für den César in der Kategorie Beste Kostüme für Ein Geheimnis
- 2012: Costume Design Award der TheWIFTS Foundation
- 2014: Nominierung für den CinEuphoria Award in der Kategorie Beste Kostüme – international für Thérèse